# Удзи (канонерская лодка, 1940)
«Удзи» (яп. 宇治) — канонерская лодка Японского Императорского флота.

## История корабля
Канонерская лодка Удзи был заказана в соответствии с принятой в 1937 году 3-й программой расширения флота. Вторая в серии из двух кораблей (головной — КЛ «Хасидате»). Названа в честь своей предшественницы, канонерской лодки «Удзи», построенной в 1903 году. Заложена на верфи Осакского металлургического завода (ныне входящего в состав Hitachi Zosen Corporation, отделившейся после войны от корпорации Hitachi) 20 января 1940, спущена на воду 29 сентября 1940, вошла в состав Императорского флота 30 апреля 1941 года.
Изначально, лодку намеревались использовать для поддержки действий Императорской армии у берегов Китая во время японо-китайской войны. К момент нападения на Перл-Харбор была подчинена Эскадре реки Янцзы «1-го флота в китайских водах» и некоторое время несла флаг вице-адмирала Комацу. Также входила в 11-ю группу сопровождения.
В 1943 году вооружение было усилено пятью дополнительными 25-мм зенитками, а в 1944 году — глубинными бомбами. Большую часть Второй мировой войны лодка провела в районе Шанхая, патрулируя низовья реки Янцзы. 21 апреля 1944 года, она была направлена охранять конвой «Такэ Ити» перевозивший 32-ю и 35-ю дивизии из Китая через Такао, Килунг и Манилу на Новую Гвинею. В Восточно-Китайском море конвой был атакован американской ПЛ «Spearfish» и «Удзи» покинула его для сопровождения повреждённого транспорта Mamiya в Moдзи (ныне часть города Китакюсю), прибыв туда 9 мая. В августе 1944 года лодка вновь покинула Модзи в составе конвоя, шедшего на Тайвань и Окинаву, и вернулась в Шанхай в январе 1945 года.
10.4.1945 повреждена при подрыве на мине. После капитуляции Японии сдалась в Шанхае, вошла в состав ВМС Китайской республики и переименована в Chang Chi (长治) 13 сентября 1945 г., однако, вплоть до 25 октября оставалась в списках Императорского флота. В экипаже оставлены как военспецы 28 японцев. В 1947-8 лодка участвует в боевых действиях в Бохайском заливе

22 сентября 1949 года затонула после бомбёжки, захвачена войсками НОАК, поднята, отремонтирована на Цзяннаньский судостроительный завод и включена в состав ВМС КНР под названием «1 августа» (八一). В 1955 году перевооружена двумя советскими 130-мм орудиями и шестью 37-мм зенитками и в апреле переименована в Нан Чань (南昌), став флагманом 6-го Флота. В 1979 списана.